# Хьелланн, Китти
Кристиана (Китти) Ланге Хьелланн (норв. Kitty Lange Kielland; 8 октября 1843, Ставангер — 1 октября 1914, Осло) — норвежская художница-пейзажист.

## Жизнь и творчество
Китти Хьелланн родилась в зажиточной семье в Стравангере, она была старшей сестрой выдающегося норвежского писателя Александра Хьелланна. Уже в детстве много занималась живописью и рисованием. В 1873 году она уезжает в Германию, в Карлсруэ, где берёт частные уроки у пейзажиста Ханса Гуде. Под впечатлением от творчества Гуде живописные работы Хьелланн написаны в реалистической манере, хотя в её поздних произведениях ощущается влияние импрессионизма. За два года ученичества у Гуде мастерство Китти Хьелланн как художницы резко возросло. В 1875 году она переезжает из Карлсруэ в Мюнхен, где существовала тогда колония-община из норвежских художников. В Мюнхене она знакомится и учится у художника Германа Байша, восхищавшегося французской реалистической живописной школой, и у другого норвежского мастера, Эйлифа Петерссена, ставшего для неё здесь самым значимым учителем. В Мюнхене художница жила и работала до 1878 года.
В 1876 году Китти впервые посещает южно-норвежское местечко Йерен, куда ранее, в 1869 и в 1872 годах выезжал «на этюды» её учитель Х. Гуде. Затем художница неоднократно выезжает летом в эту местность, где пишет великолепные пейзажи северной природы, а с наступлением осени возвращаясь в Мюнхен. Эти летние ландшафты становятся ведущей темой в её творчестве.
В 1878 году К. Хьелланн приезжает в Париж, где была организована выставка её работ. Здесь у неё завязываются дружеские отношения с художником-пейзажистом Леоном Пелузом, жившим в городке Серне-ла-Виль. Хьелланн пробыла в Париже до 1889 года. Позднее, вернувшись на родину, в 1890-х годах, находилась под творческим влиянием художника Йенса Ф. Виллумсена. В конце XIX столетия участвовала в феминистском движении. В последние годы создавала живописные полотна малых форм, и страдала от старческой сенильности.

## Галерея

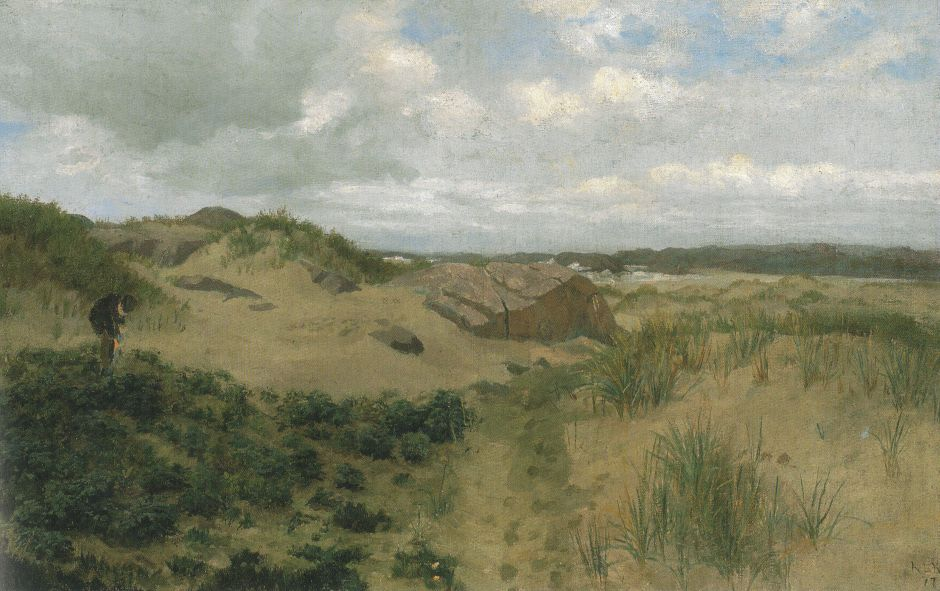
Прибрежный ландшафт 1878
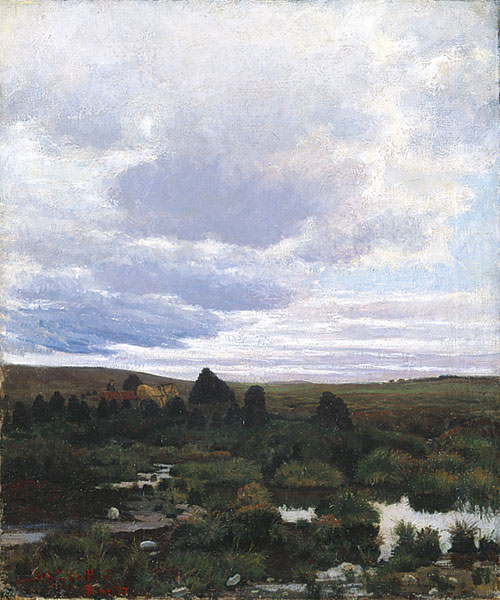
Трясина в Йерене 1882
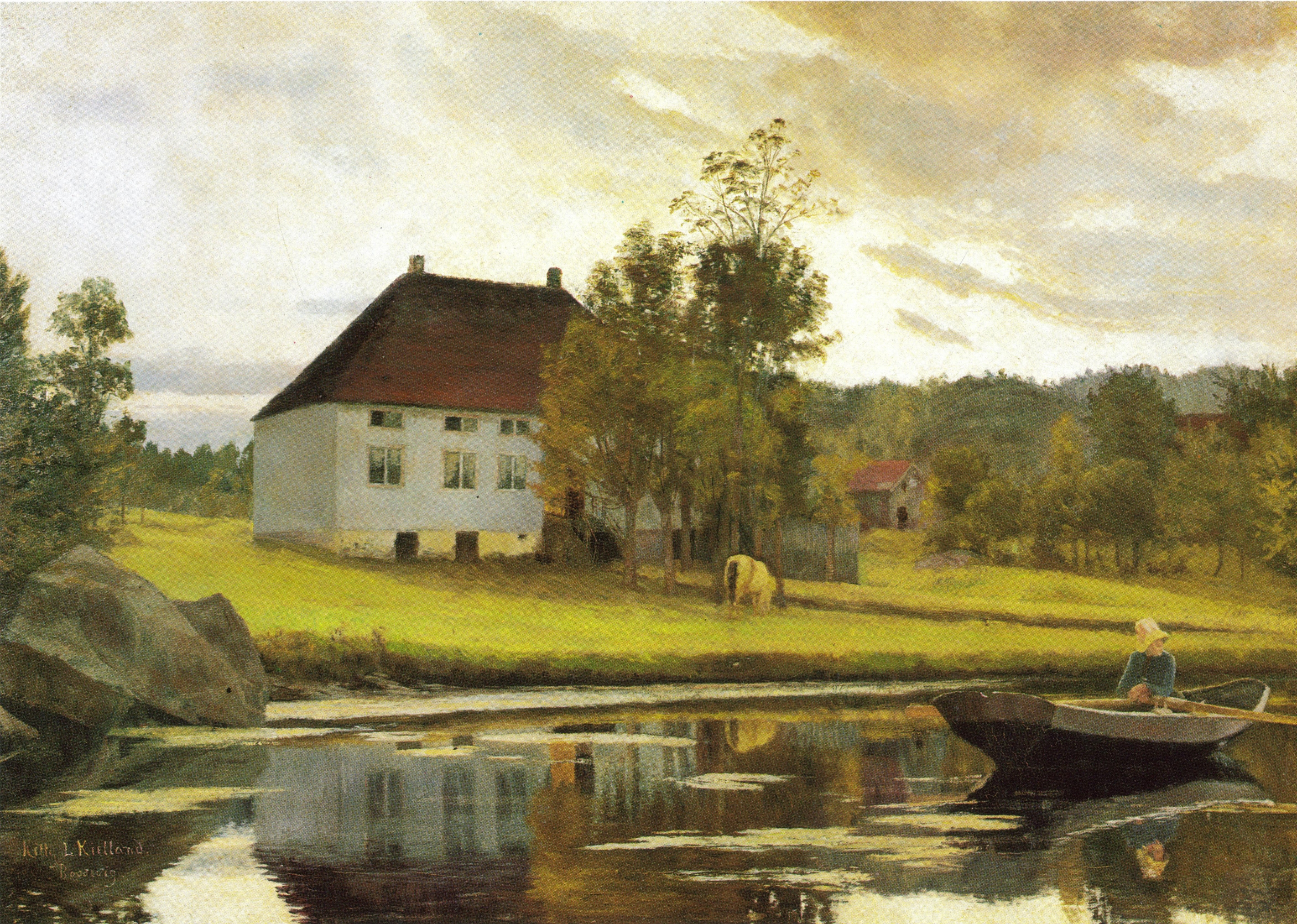
После заката 1885
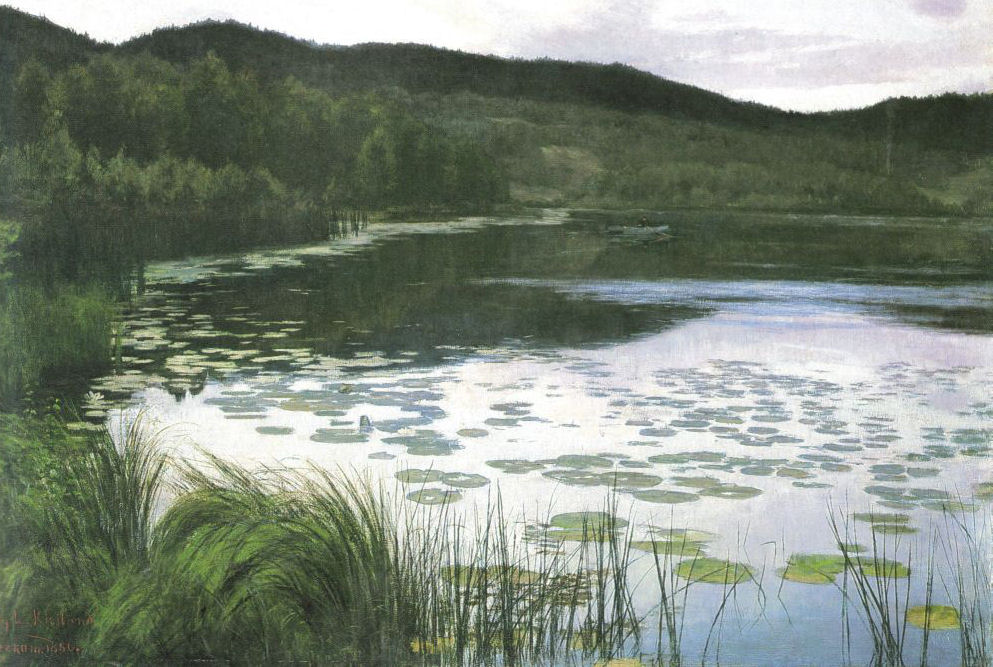
Летняя ночь 1886